# Domitius Modestus
Flavius Domitius Modestus (geboren im 4. Jahrhundert vermutlich in Arabien; gestorben vor 390) war ein spätantiker römischer Advokat, Prätorianerpräfekt und Konsul des Jahres 372.
Der vermutlich aus Arabien stammende Modestus, der seine Laufbahn wohl zunächst als Advokat begann, wurde bei dem Prätorianerpräfekt Anatolius im Jahr 357 Assessor. Von 358 bis 362 war er unter den Kaisern Constantius II. und Julian comes Orientis, was mit ausgedehnten Reisen verbunden war. In dieser Funktion zeigte er sich als Vorsitzender einer Kommission in Skythopolis als grausamer Richter. Im Anschluss war er in den Jahren 362/363 und abermals 369 praefectus urbi von Konstantinopel. Während seiner Zeit als Prätorianerpräfekt per Orientem unter Kaiser Valens von 369 bis 377 wurde er für das Jahr 372 gemeinsam mit Arinthaeus zum Konsul ernannt.
Modestus, der mit dem berühmten Rhetor Libanios freundschaftlich verbunden und wie dieser eigentlich Christ war, kehrte zwischenzeitlich zum alten Glauben zurück. Dennoch hatte Valens in ihm einen durchsetzungsstarken Verfechter seiner gegen das Bekenntnis von Nicäa gerichteten Religionspolitik, die den Arianismus stärken sollte. Ammianus Marcellinus und Zosimos setzten Modestus in ein ungünstiges Licht. Modestus starb vor dem Jahr 390.
Sein Sohn Infantius ist für das Jahr 393 ebenfalls als comes Orientis bezeugt.